# Каролев (гміна Бедльно)
Каролев (пол. Karolew) — село в Польщі, у гміні Бедльно Кутновського повіту Лодзинського воєводства.
Населення — 48 осіб (2011).
У 1975—1998 роках село належало до Плоцького воєводства.

## Демографія
Демографічна структура станом на 31 березня 2011 року:
|          | Загалом | Допрацездатний вік | Працездатний вік | Постпрацездатний вік |
| -------- | ------- | ------------------ | ---------------- | -------------------- |
| Чоловіки | 28      | 6                  | 20               | 2                    |
| Жінки    | 20      | 4                  | 12               | 4                    |
| Разом    | 48      | 10                 | 32               | 6                    |